# Die Welt von morgen
Die Welt von morgen bzw. Romane aus der Welt von morgen war eine im Gebrüder Weiss Verlag in Berlin-Schöneberg von 1949 bis 1962 in 77 Bänden erschienene Science-Fiction-Buchreihe. Von den Ende der 1940er Jahre gestarteten SF-Reihen waren die Romane aus der Welt von morgen die bekannteste und langlebigste.

## Die Reihe
Die Reihe begann 1949 mit mehreren Titeln von Hans Dominik, aber schon bald folgten englische und französische Titel in ordentlichen Übersetzungen, von denen eine größere Zahl von Else von Hollander-Lossow übertragen wurde. Zuletzt erschien noch aus dem Russischen Atomvulkan Golkonda der Gebrüder Strugatzki. Es handelte sich ganz überwiegend um Romane, die sowohl in Halb- als auch Ganzleinenausgaben angeboten wurden. Die für die damaligen Verhältnisse ungewöhnliche Erscheinungsform als gebundene Ausgaben erklärt sich dadurch, dass der Gebrüder Weiss Verlag nicht nur den Buchhandel, sondern auch die damals verbreiteten Leihbibliotheken belieferte.
Zu den angelsächsischen Autoren zählten heute klassische Titel von Arthur C. Clarke, Edmond Hamilton und Robert A. Heinlein, teilweise als deutsche Erstübersetzungen.
Das Lexikon von Alpers et al. bescheinigt der Reihe einen „im damaligen Umfeld der Heft- und Leihbuchverlage raren seriösen Ruf, was dezente Aufmachung und ausgezeichnete Übersetzungen anbetraf“, aber eine „allzu traditionelle Strickart der meisten deutschen Titel“ und „verschwommene (zwischen Jugendbuch, technischem Zukunftsroman und gehobener Science Fiction pendelnde) Konturen des Programms“.
Wie damals und auch bei späteren SF-Reihen etwa von Heyne und Goldmann wurden bei den Übertragungen teilweise erhebliche Kürzungen vorgenommen.
1961 wurde die Reihe eingestellt, die Restauflagen wurden aber für viele Jahre noch immer wieder im Modernen Antiquariat angeboten.
Von 1956 bis 1959 erschien parallel die Reihe der Utopischen Taschenbücher mit insgesamt 12 Titeln.
Neben den im eigenen Verlag erschienenen SF-Titeln lieferte der Gebrüder Weiss Verlag auch lange Zeit die im Bielmannen Verlag in München erschienenen Titel von Freder van Holk aus. Diese Titel waren:
- Der große Spiegel (1949)
- Das Ende des Golfstroms (1952)
- Attentat auf das Universum (1949)
- Humus (1952)
- Sonnenmotor Nr. 1 (1950)
- Weltraumstation (1952)
- Die wachsende Sonne (Die wachsende Sonne & Der sterbende Stahl) (1950)
- Die Unsterblichen (1952)
- Die Narbe (1952)
- Der Strahl aus dem Kosmos (1950) (ab 1953 wurden die Restbestände der Auflage mit einem von L. Heinemann gestalteten Umschlag über den Gebr. Weiss Verlag in der Reihe Romane aus der Welt von morgen verkauft)

## Liste derRomane aus der Welt von morgen
Die Liste ist chronologisch aufsteigend nach Erscheinungsjahr geordnet.
| Autor(en)                   | Deutscher Titel                            | Jahr | Originaltitel                             | Jahr | Übersetzer                |
| --------------------------- | ------------------------------------------ | ---- | ----------------------------------------- | ---- | ------------------------- |
| Hans Dominik                | Atlantis                                   | 1949 |                                           |      |                           |
| Hans Dominik                | Atomgewicht 500                            | 1949 |                                           |      |                           |
| Hans Dominik                | Moderne Piraten                            | 1949 |                                           |      |                           |
| Hans Dominik                | Das stählerne Geheimnis                    | 1950 |                                           |      |                           |
| Hans Dominik                | Flug in den Weltraum                       | 1950 |                                           |      |                           |
| Robert A. Heinlein          | Endstation Mond                            | 1951 | Rocket Ship Galileo                       | 1947 | Herbert Roch & Kurt Seibt |
| Robert A. Heinlein          | Pioniere im Weltall                        | 1951 | Farmer in the Sky                         | 1950 | Herbert Roch              |
| Hans Dominik                | Das Erbe der Uraniden                      | 1952 |                                           |      |                           |
| Hans Dominik                | Der Befehl aus dem Dunkel                  | 1952 |                                           |      |                           |
| Hans Dominik                | Die Spur des Dschingis-Khan                | 1952 |                                           |      |                           |
| Hans Dominik                | Unsichtbare Kräfte                         | 1952 |                                           |      |                           |
| Edmond Hamilton             | SOS – Die Erde erkaltet                    | 1952 | City at World’s End                       | 1951 | Margret Auer              |
| Edmond Hamilton             | Herrscher im Weltenraum                    | 1952 | The Star Kings                            | 1947 | Margret Auer              |
| Robert A. Heinlein          | Der rote Planet                            | 1952 | The Red Planet                            | 1949 | Herbert Roch              |
| Robert A. Heinlein          | Weltraumpiloten                            | 1952 | Space Cadet                               | 1948 | Herbert Roch              |
| Hans Dominik                | Die Macht der Drei                         | 1953 |                                           |      |                           |
| Freder van Holk             | Strahl aus dem Kosmos                      | 1953 |                                           |      |                           |
| Hans Dominik                | Himmelskraft                               | 1953 |                                           |      |                           |
| Hans Dominik                | Lebensstrahlen                             | 1953 |                                           |      |                           |
| Bernard Newman              | Drei Mann und ein Planet                   | 1953 | The Flying Saucer                         | 1948 | Erwin Thomas              |
| Freder van Holk             | Unheimliche Leuchtscheiben                 | 1953 |                                           |      |                           |
| Paul Eugen Sieg             | Insula                                     | 1953 |                                           |      |                           |
| Nelson Bond                 | Lancelot Biggs’ wundersame Weltraumfahrten | 1953 | Lancelot Biggs, Spaceman                  | 1950 | Kurt Seibt                |
| Arthur C. Clarke            | Projekt Morgenröte                         | 1953 | Sands of Mars                             | 1951 | Herbert Roch              |
| René Barjavel               | Sintflut der Atome                         | 1953 | Le Diable l’emporte                       | 1948 | Kurt Seibt                |
| Hans Dominik                | Kautschuk                                  | 1954 |                                           |      |                           |
| Claus Eigk                  | Der Tag Null                               | 1954 |                                           |      |                           |
| Freder van Holk             | Das Ende des Golfstroms                    | 1954 |                                           |      |                           |
| Freder van Holk             | Trauben aus Grönland                       | 1954 |                                           |      |                           |
| Freder van Holk             | Vielleicht ist morgen schon der letzte Tag | 1954 |                                           |      |                           |
| Paul Eugen Sieg             | Angolesa                                   | 1954 |                                           |      |                           |
| Richard Koch                | Der Stein der Weisen                       | 1954 |                                           |      |                           |
| Robert A. Heinlein          | Abenteuer im Sternenreich                  | 1954 | Starman Jones                             | 1953 | Kurt Seibt                |
| Arthur C. Clarke            | Die Erde läßt uns los                      | 1954 | Prelude to Space                          | 1951 | Herbert Roch              |
| Freder van Holk             | Blaue Kugel                                | 1954 |                                           |      |                           |
| Freder van Holk             | Ferngelenkte Seelen                        | 1954 |                                           |      |                           |
| Claus Eigk                  | Das rote Rätsel                            | 1955 |                                           |      |                           |
| Freder van Holk             | Attentat auf Universum                     | 1955 |                                           |      |                           |
| Freder van Holk             | Kosmotron                                  | 1955 |                                           |      |                           |
| Paul Eugen Sieg             | Detatom                                    | 1955 |                                           |      |                           |
| Robert A. Heinlein          | Zwischen den Planeten                      | 1955 | Between Planets                           | 1951 | Kurt Seibt                |
| Jean-Gaston Vandel          | Invasion aus dem Kosmos                    | 1955 | Attentat cosmique                         | 1953 | Else von Hollander-Lossow |
| Jean-Gaston Vandel          | Roboter im Weltenraum                      | 1955 | Territoire robot                          | 1954 | Kurt Seibt                |
| Freder van Holk             | Alle Feuer verlöschen auf Erden            | 1956 |                                           |      |                           |
| Freder van Holk             | Unter uns die Hölle                        | 1956 |                                           |      |                           |
| Paul Eugen Sieg             | Südöstlich Venus                           | 1956 |                                           |      |                           |
| Robert A. Heinlein          | Tunnel zu den Sternen                      | 1956 | Tunnel in the Sky                         | 1955 | Kurt Seibt                |
| Robert A. Heinlein          | Weltraummollusken erobern die Erde         | 1957 | The Puppet Masters                        | 1951 | Margret Auer              |
| Freder van Holk             | Die entfesselte Erde                       | 1957 |                                           |      |                           |
| Richard Koch                | Der heruntergeholte Stern                  | 1957 |                                           |      |                           |
| Edmund Schopen              | Jenseits der Milchstraße                   | 1957 |                                           |      |                           |
| Robert A. Heinlein          | Von Stern zu Stern                         | 1957 | Time for the Stars                        | 1956 | Kurt Seibt                |
| Arthur C. Clarke            | In den Tiefen des Meeres                   | 1957 | The Deep Range                            | 1954 | Else von Hollander-Lossow |
| Arthur C. Clarke            | Um die Macht auf dem Mond                  | 1957 | Earthlight                                | 1955 | Else von Hollander-Lossow |
| Hans Dominik                | Der Brand der Cheopspyramide               | 1958 |                                           |      |                           |
| Claus Eigk                  | Ufer im Weltenraum                         | 1958 |                                           |      |                           |
| Heinrich Hauser             | Gigant Hirn                                | 1958 |                                           |      |                           |
| Richard Koch                | Sternenreich Mo                            | 1958 |                                           |      |                           |
| Freder van Holk             | Weltuntergang                              | 1958 |                                           |      |                           |
| Robert A. Heinlein          | Bewohner der Milchstraße                   | 1958 | Citizen of the Galaxy                     | 1957 | Else von Hollander-Lossow |
| Karel Čapek                 | Krakatit                                   | 1959 | Krakatit                                  | 1924 | J. Mader                  |
| Edwin Balmer & Philip Wylie | Wenn Welten zusammenstoßen                 | 1959 | When Worlds Collide                       | 1932 | Else von Hollander-Lossow |
| Fredric Brown               | Die grünen Teufel vom Mars                 | 1959 | Martians Go Home                          | 1954 | Herbert Roch              |
| Charles Eric Maine          | Krisis im Jahre 2000                       | 1959 | Crisis 2000                               | 1955 | Else von Hollander-Lossow |
| Bernhard Kellermann         | Der Tunnel                                 | 1959 |                                           |      |                           |
| John Christopher            | Das Tal des Lebens                         | 1959 | Death of Grass                            | 1956 | Gerhard Thebs             |
| Kurd Laßwitz                | Auf zwei Planeten                          | 1959 |                                           |      |                           |
| Robert A. Heinlein          | Piraten im Weltraum                        | 1960 | Have Spacesuit – Will Travel              | 1958 | Else von Hollander-Lossow |
| Jean-Gaston Vandel          | Schiffbruch jenseits der Galaxis           | 1960 | Naufragés des galaxies                    |      | Ernst Pluth               |
| Richard Koch                | Der Ring der sechs Welten                  | 1960 |                                           |      |                           |
| Edwin Balmer & Philip Wylie | Auf dem neuen Planeten                     | 1960 | After World Collide                       | 1933 | Else von Hollander-Lossow |
| Arthur C. Clarke            | Die letzte Generation                      | 1960 | Childhood’s End                           | 1953 | Else von Hollander-Lossow |
| Edmund Schopen              | Der Kanzler von Afrika                     | 1960 |                                           |      |                           |
| Robert A. Heinlein          | Ein Doppelleben im Kosmos                  | 1961 | Double Star                               | 1956 | Else von Hollander-Lossow |
| Richard Koch                | Ozeano, der Wasserplanet                   | 1961 |                                           |      |                           |
| Jean-Gaston Vandel          | Erloschene Gestirne                        | 1961 | Les Astres morts                          | 1952 | Ernst Pluth               |
| A. und B. Strugatzki        | Atomvulkan Golkonda                        | 1962 | Strana bagrovyč tuč (Страна багровых туч) | 1959 | Willi Berger              |

## Liste derUtopischen Taschenbücher
Die Liste ist chronologisch aufsteigend nach Erscheinungsjahr geordnet.
| Autor(en)                     | Deutscher Titel                               | Jahr | Originaltitel                          | Jahr | Übersetzer                |
| ----------------------------- | --------------------------------------------- | ---- | -------------------------------------- | ---- | ------------------------- |
| Edmond Hamilton               | SOS – die Erde erkaltet                       | 1956 | City at World’s End                    | 1951 | Margret Auer              |
| Jean-Gaston Vandel            | Alarm aus dem Unsichtbaren                    | 1956 | Bureau de l’invisible                  | 1955 | Else von Hollander-Lossow |
| Oscar J. Friend               | Mann vom Mars in besonderer Mission           | 1956 | The Kid from Mars                      | 1949 | Margret Auer              |
| Jules Verne                   | Reise um die Erde in 80 Tagen                 | 1957 | Le Tour du monde en quatrevingts jours | 1874 | Dorothea Rahm             |
| Jules Verne                   | 20.000 Meilen unter dem Meer                  | 1957 | Vingt mille lieues sous les mers       | 1870 | Dorothea Rahm             |
| Richard Koch                  | Anti-Atom D 172                               | 1957 |                                        |      |                           |
| Rudolf H. Daumann             | Gefahr aus dem Weltall                        | 1957 |                                        |      |                           |
| David Duncan                  | Unternehmen »Neptun«                          | 1957 | Beyond Eden                            | 1955 | Else von Hollander-Lossow |
| Isaac Asimov                  | Ich, der Robot                                | 1958 | I, Robot                               | 1950 | Otto Schrag               |
| John W. Campbell              | Das Ding aus einer anderen Welt (Erzählungen) | 1948 | Who Goes There? (Auswahl)              | 1948 | Margret Auer              |
| Alexei Nikolajewitsch Tolstoi | Aëlita                                        | 1958 | Aëlita (Аэлита)                        | 1922 | Herta von Schulz          |
| Alexander Robé                | SOS von der Venus                             | 1959 |                                        |      |                           |